# Neutor (Aken)

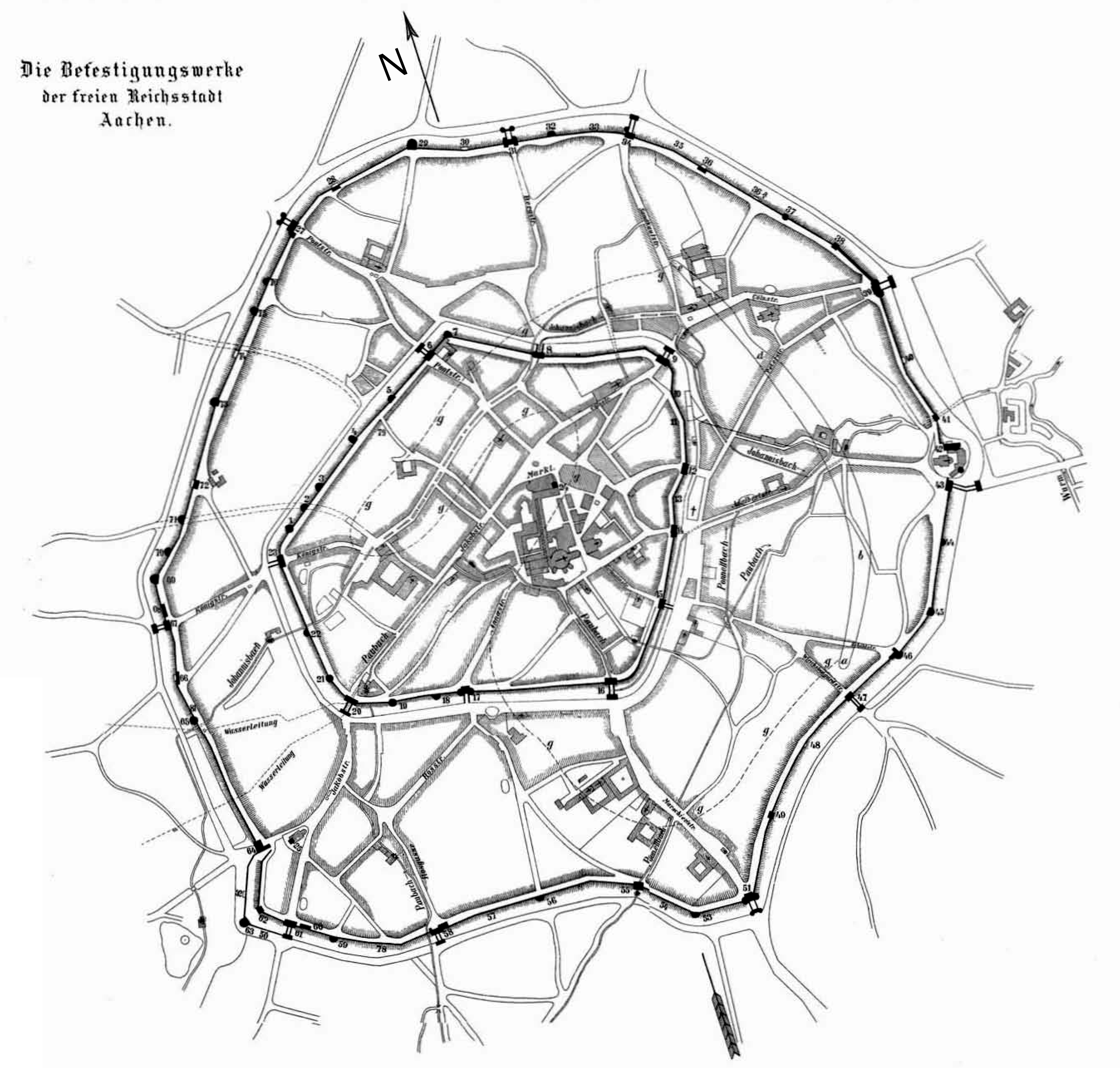
Overzicht van de vestingwerken in Aken. Nummer 8 is de Neutor.

De Neutor was een stadspoort en maakte deel uit van de tussen 1171 en 1175 gebouwde binnenste stadsmuren van de Duitse stad Aken. De stadspoort bestaat niet meer.

## Locatie
In de binnenste ringmuur stond de Neutor in het noorden tussen de Pontmitteltor (in het westen) en de Kölnmitteltor (in het oosten). Ze bevond zich waar tegenwoordig de Neupforte, Bergdriesch, Hirschgraben en Seilgraben gelegen zijn. De Neutor had later als equivalent in de buitenste stadsmuren de Bergtor. De beide poorten waren onderling met elkaar verbonden via de huidige Bergstraße en de Bergdriesch. Tussen de Pontmitteltor en de Neutor lag een ronde weertoren.

## Geschiedenis
De poort was onderdeel van de binnenste stadsmuren die op instigatie van Frederik I van Hohenstaufen tussen 1171 en 1175 gebouwd zijn.
De Neutor diende voor de bewaking van de uitstroming van de Johannisbach de stad uit. Bij de bouw van de Neutor werd de verbinding met het klooster op de Salvatorberg overwogen. Het klooster was in 996 als Benedictijnerklooster gesticht en in 1147 door de cisterciënzers overgenomen.
De Neutor werd gesloopt in 1764.
Tegenwoordig herinnert de straatnaam Neupforte, die voor het eerst in de 12e eeuw werd genoemd als Nova Platea, aan het bestaan van de stadspoort Neutor.